# Au bonheur des ogres
Pour le film, voir Au bonheur des ogres (film).
Au bonheur des ogres est un roman policier de Daniel Pennac paru en 1985. Il constitue le premier de la Saga Malaussène. Le titre est inspiré du roman Au Bonheur des Dames d'Émile Zola, dans lequel le récit entraîne le lecteur dans le monde des grands magasins.
Le livre est traduit dans plus d'une dizaine de langues.

## Résumé
Dans la tribu des Malaussène, il y a quelque chose de curieux, de louche, d'anormal même diraient certains. Mais à y regarder de près c'est le bonheur qui règne dans cette famille joyeusement bordélique dont la mère sans cesse en cavale amoureuse a éparpillé les pères de ses enfants. Pour Benjamin Malaussène, bouc émissaire professionnel et frère aîné responsable de cette marmaille, la vie n'est jamais ennuyeuse. Mais quand les bombes commencent à exploser partout où il passe, attirant les regards soupçonneux de la police et de ses collègues, il devient rapidement vital pour le héros de trouver pourquoi, comment, et surtout qui pourrait bien lui en vouloir à ce point-là.
Benjamin Malaussène est bouc émissaire. Pas officiellement, bien sûr... sur le papier, il est contrôleur technique. Mais dans les faits, il ne vérifie rien, et se contente, lorsqu'un client se présente au bureau des réclamations, de tout prendre sur le dos. Et là, miracle: le client prend pitié, retire sa plainte, et se contente de faire remplacer son produit.
Il est le frère aîné d'une grande tribu : sa mère est éternellement enceinte et en vadrouille. Elle collectionne les maris et les abandonne peu de temps après les avoir rencontrés. Il a une première sœur (Louna) qui hésite à avorter de ses jumeaux, une deuxième qui photographie l'horreur quotidienne (Clara) qui est aussi sa préférée, une troisième qui prédit l'avenir (Thérèse), et deux frères, un qui fait exploser son collège (Jérémy), et le petit dernier qui rêve et dessine des ogres (Le Petit), sans oublier Julius, le chien épileptique.
Mais la vie « tranquille » qu'il mène à Belleville est bouleversée par une série de bombes qui explosent dans le magasin. Et son emploi secret de bouc émissaire fait de lui le meilleur suspect pour les enquêteurs de la police judiciaire, ainsi que le souffre-douleur de ses collègues.
Il mène l’enquête avec sa petite amie journaliste - dont on ignore le nom mais que Benjamin a surnommé Tante Julia - dont il a fait la connaissance alors qu’elle volait un pull au magasin, et son ami Théo, qui est lui aussi employé du magasin.
Parallèlement, chaque soir, lorsqu’il est avec sa famille, il raconte une histoire remettant en scène les explosions de bombes mêlées au comportement des personnes qui l’entourent (sa famille, ses collègues, les inspecteurs). Ces histoires, ainsi que l'intuition de Jérémy, qui comprend comment les bombes sont introduites dans le Magasin, vont l’aider à deviner qui fait exploser les bombes. 
C'est cependant la police qui éclaircit les derniers éléments de l'affaire avec l'aide du trio composé de Benjamin Malaussène, de sa petite amie, alias Tante Julia, et de son ami Théo.

## Extraits
- « C'est un salaud de la pire espèce ! N'exagérons rien, l'espèce est assez répandue, et sa saloperie excusable puisqu'elle s'en est fait un devoir. »
- « Yahvé, Jésus, Bouddha, Allah, Lénine, machin et les autres, qu'est-ce que je vous ai fait ? »
- « Les horaires de la vie devraient prévoir un moment, un moment précis de la journée, où l'on pourrait s'apitoyer sur son sort. »
- « Julius baguenaude, le pif au ras du sol, en battant frénétiquement de la queue. Il s’accroupit brusquement pour élever au beau milieu de l’allée centrale un somptueux monument a la gloire de l’odorat canin. »
- « Le premier devoir d'un monument aux Morts, c'est d'être vivant. »

## Éditions
- Gallimard, coll. « Série noire » no 2004, 1985, 288 p.  (ISBN 2-07-049004-1)
- Gallimard, coll. « Folio » no 1972, 1988, 286 p.  (ISBN 2-07-038059-9)
- Gallimard, coll. « Folio » no 1972, 1995, 286 p.  (ISBN 2-07-038059-9)
- Gallimard, 2003, 308 p.  (ISBN 2-07-072106-X)
- Glénat, 2015 n°457p.

## Adaptations
Le livre est traduit en anglais et en italien.
Un film éponyme de Nicolas Bary est tourné en 2012 (et sort le 16 octobre 2013 au cinéma) avec Raphaël Personnaz, Bérénice Bejo et Guillaume de Tonquédec notamment.

## Livre AudioSolidaire
En 2013, avec la participation active de Daniel Pennac, c’est Au bonheur des ogres qui est retenu pour la quatrième édition du livre Audiosolidaire organisée par l’Association Valentin Haüy au service des aveugles et des malvoyants : en solidarité avec les aveugles et les malvoyants, plusieurs centaines de personnes prêtent leur voix pour enregistrer un livre audio.